# Okace (kaňon)
Kaňon Okace (gruzínsky ოკაცეს კანიონი) je přírodní památka na řece Okace (gruzínsky ოკაცე) v Gruzii. Nachází se u obce Gordi na okrese Choni v kraji Imeretie.
Kaňon Okace tvoří kaskáda tří vodopádů padajících z východního útesu Askhi vápencového masivu, který se nachází v údolí řeky Saciskvilo (gruzínsky საწისქვილო). Výška prvního vodopádu je 25 m a druhého z nich je 70 m. Poté, co se proud vlévá do Saciskvilo, vytváří třetí, 35 m vysoký stupeň kaskády. Délka kaňonu přecházejícího v 3 až 6 m širokou a 20 až 100 m hlubokou rokli činí 2 km.
V kaňonu byla postavena turistická stezka, zavěšená na útesech . V roce 2014 zde bylo otevřeno turistické informační středisko v Gordi.

## Externí odkazy

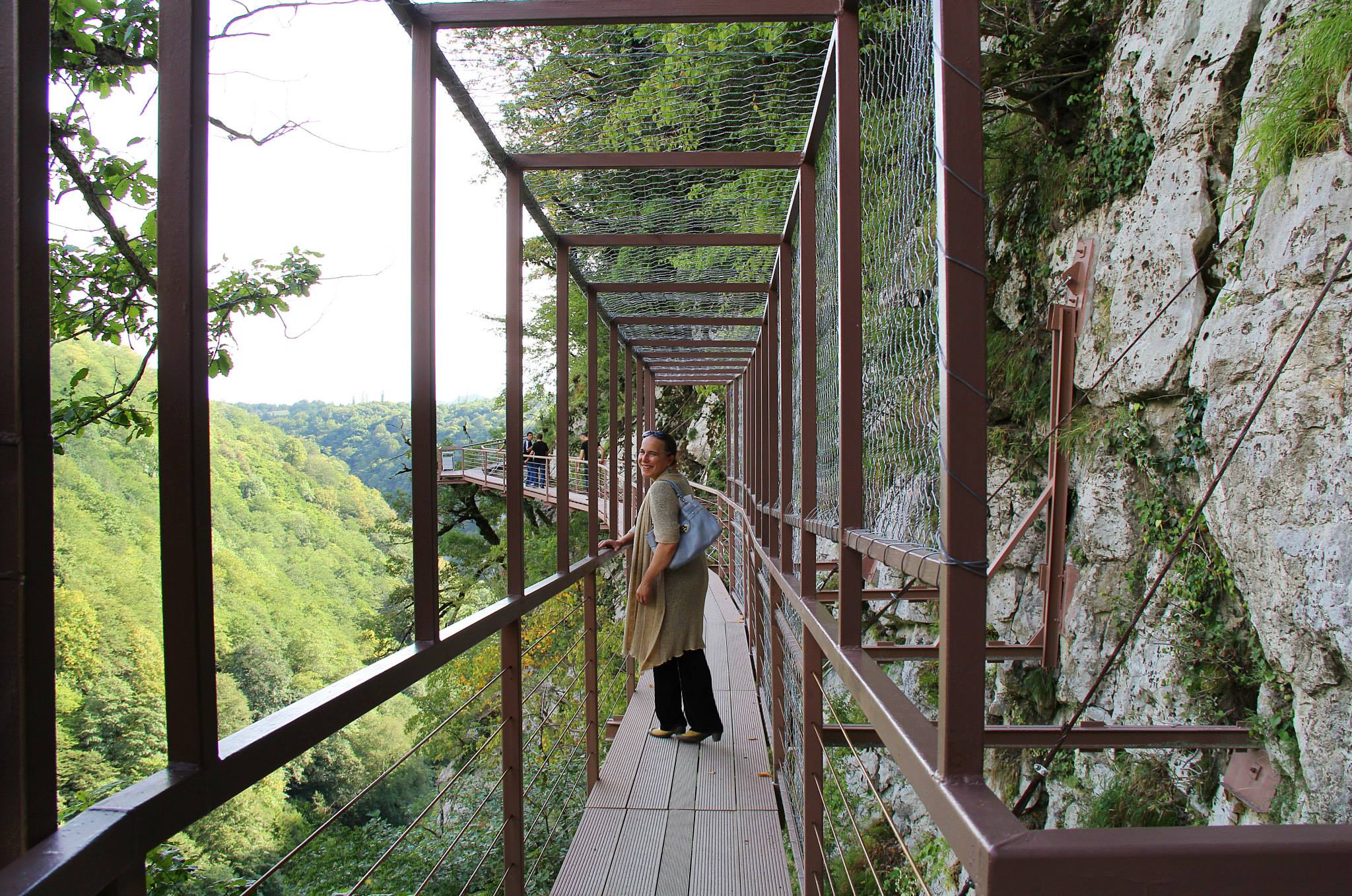
Turistická stezka